# USS Maryland (BB-46)
Pour les autres navires du même nom, voir USS Maryland.
L'USS Maryland (BB-46) était un cuirassé de la United States Navy et de la classe Colorado.

## Historique

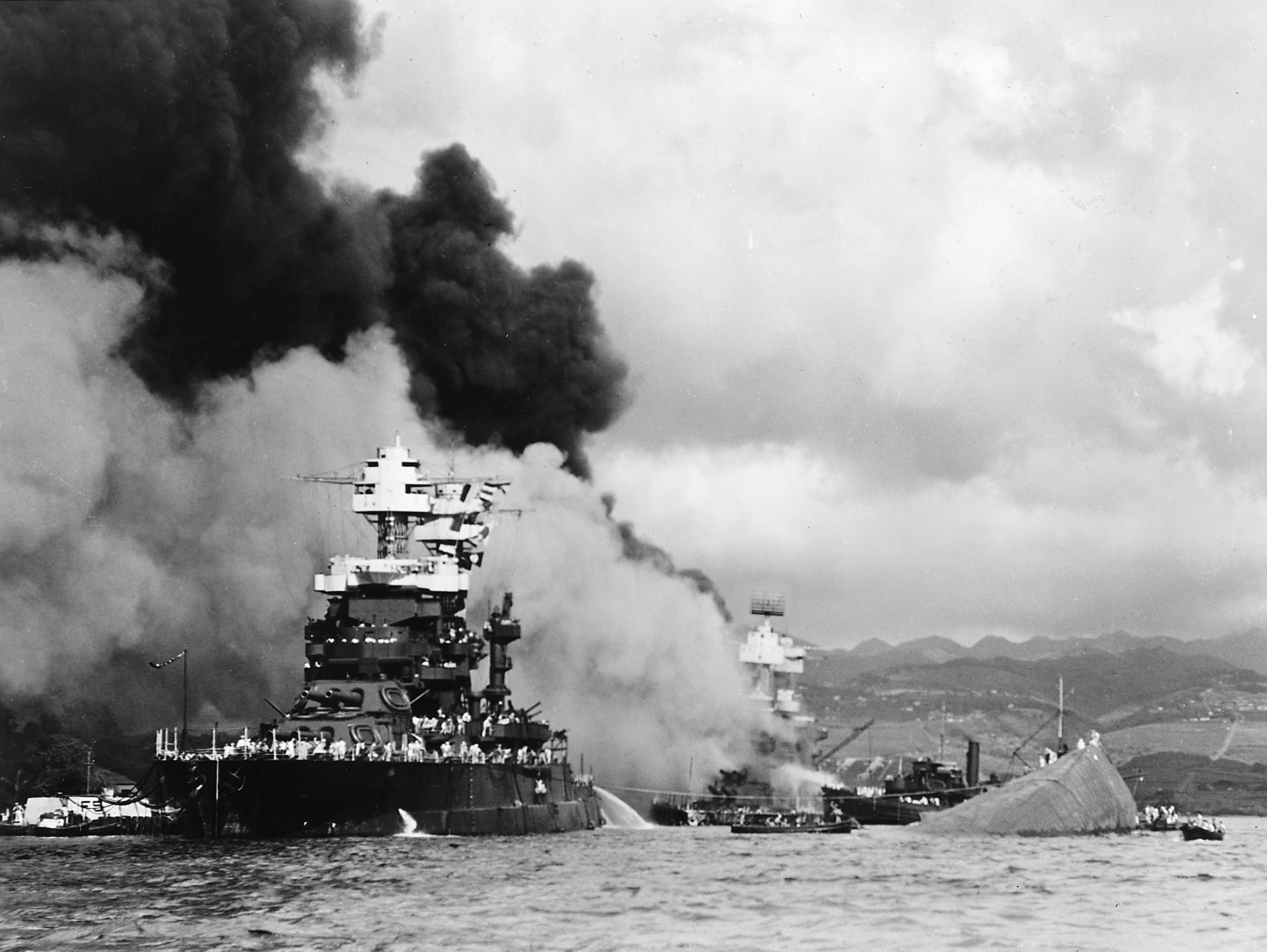
USS Maryland (BB-46) le long de l'USS Oklahoma (BB-37) après l'attaque du 7 décembre 1941

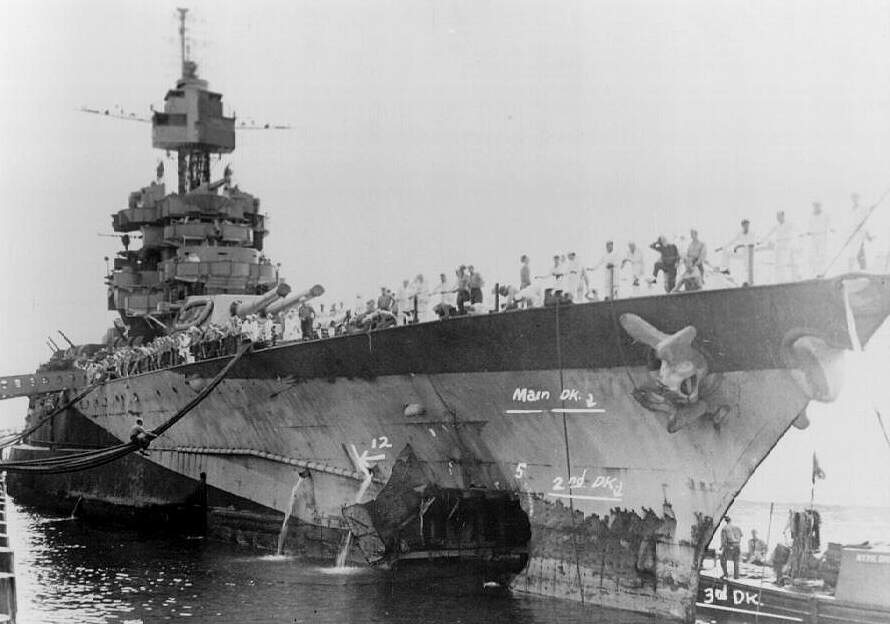
Endommagé par une torpille en 1944

Il fut construit dans les chantiers navals de Newport News (Virginie) à partir de 1916 et lancé en 1920.
Appartenant à la flotte du Pacifique, il fut endommagé par deux bombes lors de l'attaque de Pearl Harbor. Il était alors à couple avec l'USS Oklahoma et servait comme bâtiment amiral de la 4e division de cuirassés. Il était néanmoins du côté de la côte et se trouvait donc protégé par l’Oklahoma. Mais le commandant Fuchida, qui dirigeait l'attaque aérienne, se l'était fixé comme objectif. Il lâcha 4 bombes dont deux touchèrent le navire. L'une explosa dans une cale sans dommage et l'autre explosa à l'avant, créant un incendie. Depuis une hune, le matelot Short abattit un avion torpilleur mais, sur le navire, un pompier en fuite pour échapper au mitraillage lâcha un extincteur qui provoqua une alerte aux gaz. À la fin de la première attaque, le navire était relativement épargné, il avait coupé les aussières le reliant à l’Oklahoma qui venait de chavirer et dont l'avant s'était échoué sur l'île Ford. Il n'y eut que 4 morts et 14 blessés.
Au cours de la deuxième vague, le navire ne subira aucun autre dommage et se verra même attribué la destruction de plusieurs avions japonais. Durant l'attaque, l'amiral Anderson qui dirigeait la division arriva sur le navire dont l'équipage n'avait pas cédé à la panique. Ensuite, les hommes firent en sorte d'empêcher les incendies du USS West Virginia de se propager à bord du Maryland. En fin de compte, le Maryland fut un des cuirassés les moins touchés et put être réparé rapidement, il participa glorieusement aux campagnes du Pacifique dès février 1942 et servira dans le Battleship Squadron 1. Il prit part aux opérations suivantes :
- Bataille de Midway
- Bataille de Tarawa
- Bataille de Kwajalein
- Bataille de Saipan où il fut endommagé par une torpille
- Bataille du golfe de Leyte où il fut frappé par un kamikaze
- Bataille d'Okinawa où il fut frappé par un second kamikaze.

En réparations à la fin de la guerre, le navire fut retiré du service en 1947.

## Dans la fiction
L'attaque kamikaze du 7 mars 1945 lors de la bataille d'Okinawa est le point de départ (et le centre de l'intrigue) du roman Le Chasseur Zéro de Pascale Roze.